# Plan your escape
Plan your escape is het tweede studioalbum van de Belgische indie-rockband Girls in Hawaii. Het album werd opgenomen in 2006 en 2007 op verschillende locaties in België en Frankrijk. Plan your escape haalde de 15de plaats in de Vlaamse Ultratop 200 Albums en stond in totaal 8 weken in de lijst. Het album haalde de 2de plaats in de Waalse Ultratop 200 Albums en stond in totaal 36 weken in de lijst. Er werd een single uitgebracht; This farm will end up in fire.

## Tracklist
Alle muziek en teksten zijn geschreven door Girls In Hawaii. 
| Nr. | Titel                         | Duur |
| --- | ----------------------------- | ---- |
| 1.  | This farm will end up in fire | 4:15 |
| 2.  | Sun of the sons               | 3:52 |
| 3.  | Bored                         | 4:54 |
| 4.  | 05.20.22                      | 1:18 |
| 5.  | Shades of time                | 3:57 |
| 6.  | Fields of gold                | 6:19 |
| 7.  | Couples on tv                 | 2:07 |
| 8.  | Colors                        | 5:24 |
| 9.  | Birthday call                 | 5:23 |
| 10. | Road to luna                  | 2:24 |
| 11. | Summer storm                  | 4:17 |
| 12. | Plan your escape              | 3:12 |

Er is een promo-cd verschenen met de extra tracks Grasshopper en Coral.

## Credits

### Bezetting
- Le Chœur d'Enfants du Hainaut (zang op Colors)

### Productie
- Robin Marsily (opname 05.20.22)
- Girls in Hawaii (opname overige tracks)
- Jean Lamoot (opname overige tracks)
- Chris Athens (mastering)
- Jean Lamoot (mix)